# Västra Frölunda IF Fotboll
Västra Frölunda IF Fotboll är idrottsföreningen Västra Frölunda IF:s fotbollssektion, bildad 1930, samtidigt som idrottsföreningen.
I fotboll är Västra Frölunda IF kvartersklubben som blivit en av Sveriges stora plantskolor. Västra Frölunda kom relativt sent in i elitfotbollen och skiljer sig därmed från alliansklubbarna IFK Göteborg, Örgryte IS och Gais.

## Historia
1962 spelade Västra Frölunda för första gången i division 2 men åkte ut direkt. 1965 var man återigen i andradivisionen men åkte återigen ur direkt. När man återigen spelade i andradivisionen slutade man tvåa bakom seriesuveränen Åtvidabergs FF som tog sig till allsvenskan. Frölunda var kvar fram till 1971 då man åkte ner i division III men kunde ta sig tillbaka direkt. Efter seger i Division 2 Södra 1986 gjorde Frölunda allsvensk debut 1987 med bland andra Magnus Källander och Kaj Eskelinen i laget. 1989 åkte man ur allsvenskan.
1995 blev Frölunda-anfallaren Niklas Skoog allsvensk skyttekung. 1992 gick man åter upp i allsvenskan efter seger mot Helsingborg i kvalet. 1997 tog sig Frölunda återigen till allsvenskan. Klubben gjorde sin bästa säsong under comebackåret 1998, då man under tränaren Torbjörn Nilsson kom femma i allsvenskan. Därmed var Frölunda det bästa Göteborgs-laget. I laget spelade bland andra Robert Bengtsson Bärkroth och Hans Blomqvist. 1999 köpte IFK Göteborg över tre av Frölundas bästa spelare när Gustaf Andersson, Tomas Rosenkvist och Mikael Sandklef lämnade Frölunda.
Klubben gjorde sig känd för en sund ekonomisk hållning där man inte gjorde storvärvningar som äventyrade klubbens finanser under klubbdirektören Bertil Kristianssons tid som föreningens ledare. 2000 slutade Frölunda på sista plats i allsvenskan men hade flera talanger i laget som John Alvbåge, Arash Bayat och George Mourad. Under denna period var Mats Persson ordförande och sportchef i klubben.
Laget spelade sedan i Superettan men 2005 kom man sist och fick därmed lämna Sveriges näst högsta division. 2010 trillade laget ner ännu ett snäpp och spelade 2011 därför i Division 2 Västra Götaland. 2012 trillade laget sedan ner till Division 3 i fotboll för herrar.
Säsongen 2020 hamnade man på kvalplats till Division 1 i fotboll för herrar, man spelade bäst av 2 omgångar mot Åtvidabergs FF där man skrev slutresultatet 3-3 efter de två kvalmatcherna, eftersom Västra Frölunda hade gjort mål på bortaplan så vägde det tyngst och de fick platsen i Division 1 i fotboll för herrar till säsongen 2021. Efter matchen lämnade ÅFF in en protest mot att Västra Frölunda hade använt sig av en avstängd spelare, det hela prövades i fotbollens samtliga instanser och ÅFF fick rätt i frågan, vilket innebar att ÅFF fick platsen istället. 
Västra Frölunda spelar i Division 2 i fotboll för herrar sedan säsongen 2024.

## Plantskolan Västra Frölunda
Västra Frölunda har blivit kända för sina mycket framgångsrika ungdomslag som fostrat en rad allsvenska spelare. Klubben firar framgångar i olika ungdomscuper, som till exempel Gothia Cup. Frölunda får dock ofta se sina spelare lämna klubben för andra klubbar i Allsvenskan.

## Statistik

### Topp 10 spelare med flest allsvenska matcher
Spelare i fet stil är fortfarande i Västra Frölunda IF.
| Nr | Namn                      | Karriär   | Matcher | Mål |
| -- | ------------------------- | --------- | ------- | --- |
| 1  | Robert Bengtsson Bärkroth | 1988–2000 | 179     | 12  |
| 2  | Magnus Källander          | 1988–1995 | 117     | 10  |
| 3  | Mikael Robertsson         | 1987–1993 | 108     | 18  |
| 4  | Mikael Göransson          | 1992–1998 | 107     | 11  |
| 5  | Magnus Olsson             | 1987–1994 | 84      | 0   |
| 6  | Jan Ahlbom                | 1988–1995 | 83      | 2   |
| 7  | Yngve Johansson           | 1988–1994 | 82      | 6   |
| 8  | Filip Apelstav            | 1992–1995 | 81      | 1   |
| 9  | Tomas Rosenkvist          | 1993–1999 | 80      | 15  |
| 10 | Mikael Björkqvist         | 1998–2000 | 72      | 7   |

### Topp 10 spelare med flest allsvenska mål
Spelare i fet stil är fortfarande aktiva i Västra Frölunda IF.
| Nr | Namn                      | Karriär   | Mål | Matcher | Mål/match |
| -- | ------------------------- | --------- | --- | ------- | --------- |
| 1  | Niklas Skoog              | 1992-1995 | 23  | 63      | 0,37      |
| 2  | Mikael Robertsson         | 1987-1993 | 18  | 108     | 0,17      |
| 3  | Richard Teberio           | 1992-1995 | 17  | 65      | 0,26      |
| 4  | Tomas Rosenkvist          | 1993-1999 | 15  | 80      | 0,19      |
| 4  | Christian Lundström       | 1998-2000 | 15  | 63      | 0,24      |
| 6  | Kaj Eskelinen             | 1987-1989 | 14  | 46      | 0,30      |
| 6  | Lars-Gunnar Carlstrand    | 1992-1995 | 14  | 57      | 0,25      |
| 8  | Robert Bengtsson Bärkroth | 1988-2000 | 12  | 179     | 0,07      |
| 9  | Mikael Göransson          | 1992-1998 | 11  | 107     | 0,10      |
| 10 | Magnus Källander          | 1988-1995 | 10  | 117     | 0,09      |
| 10 | Stefan Öhman              | 1992-1994 | 10  | 46      | 0,22      |
| 10 | Gustaf Andersson          | 1998-1999 | 10  | 48      | 0,21      |

## Resultat i Allsvenskan
| Säsong | Placering | Notering                         |
| ------ | --------- | -------------------------------- |
| 1987   | 7         | Första säsongen i Allsvenskan.   |
| 1988   | 9         |                                  |
| 1989   | 12        | Slutar sist i Allsvenskan.       |
| 1992   | 9         | Vinner kvalet mot IFK Luleå.     |
| 1993   | 7         |                                  |
| 1994   | 11        | Vinner kvalet mot Umeå FC.       |
| 1995   | 14        | Slutar sist i Allsvenskan.       |
| 1998   | 5         | Bästa placeringen i Allsvenskan. |
| 1999   | 7         |                                  |
| 2000   | 14        | Slutar sist i Allsvenskan.       |

Källor:
- Alsiö, Martin (2011). 100 år med allsvensk fotboll. Västerås: Idrottsförlaget i Västerås AB

## Allsvenska kval
- 1991: Helsingborgs IF, 5-5 totalt. Västra Frölunda till Allsvenskan.
- 1992: IFK Luleå, 5-4 totalt. Västra Frölunda kvar i Allsvenskan.
- 1994: Umeå FC, 2-0 totalt. Västra Frölunda kvar i Allsvenskan.
- 2002: IFK Göteborg, 1-3 totalt. Västra Frölunda kvar i Superettan.

## Kända spelare
Kända fotbollsspelare som spelat i VF inkluderar:

- Johan Anegrund
- Mikael Robertsson
- Mikael Göransson
- Robert Bengtsson Bärkroth
- Robert Tranberg
- Erik Friberg
- Magnus Källander
- Kaj Eskelinen
- Gustaf Andersson
- Hans Blomqvist
- Tomas Rosenkvist
- Mikael Sandklef
- Anildo Spencer
- Dime Jankulovski
- John Alvbåge
- Arash Bayat
- George Mourad
- Teddy Lučić
- Niklas Skoog
- Erkan Saglik
- Adam Johansson
- Muhamed Ali Khan
- Anders Magnusson
- Simon Chekroun